# City of Burnside
City of Burnside is een Local Government Area (LGA) in de Australische deelstaat Zuid-Australië.